# Tivadar Monostori
Tivadar Monostori, né le 24 août 1936 à Felsőgalla (Hongrie), et mort le 18 mars 2014 à Esztergom (Hongrie), est un joueur et entraîneur de football hongrois.